# Amtsbezirk Seegutten
Der Amtsbezirk Seegutten war ein preußischer Amtsbezirk im Kreis Johannisburg (Regierungsbezirk Gumbinnen, ab 1905 Regierungsbezirk Allenstein) in der Provinz Ostpreußen, der am 8. April 1874 gegründet wurde. Der Amtsbezirk, der ursprünglich Amtsbezirk Gutten hieß, erhielt in den 1930er Jahren den Namen Amtsbezirk Seegutten.
Zum Amtsbezirk mit Sitz in Seegutten gehörten ursprünglich vier Dörfer. Am Ende waren es noch drei.
| Name             | Änderungsname 1938 bis 1945 | Polnischer Name | Bemerkungen                                         |
| ---------------- | --------------------------- | --------------- | --------------------------------------------------- |
| Biallolawker See |                             |                 | 1903/10 in den Gutsbezirk Spirdingsee eingegliedert |
| Gutten           | (ab 1935:) Seegutten        | Nowe Guty       |                                                     |
| Lyssuhnen        | Lissuhnen                   | Łysonie         |                                                     |
| Quicka           |                             | Kwik            |                                                     |